# 캐딜락 레코드
《캐딜락 레코드》(영어: Cadillac Records)는 다넬 마틴이 각본을 쓰고 연출을 한 2008년 미국 전기 드라마 영화이다. 이 영화는 1940년대 초부터 1960년대 말까지의 음악시대를 거치며, 시카고에 기반을 둔 영향력 있는 음반사 임원 레너드 체스와 체스 레코드에서 녹음한 몇몇 뮤지션들의 생애를 다룬다.
영화에는 레너드 체스 역의 에이드리언 브로디, 윌리 딕슨 역의 세드릭 디 엔터테이너, 척 베리 역의 모스 데프, 리틀 월터 역의 콜럼버스 쇼트, 머디 워터스 역의 제프리 라이트, 하울링 울프 역의 에이먼 워커, 에타 제임스 역의 비욘세 등이 출연한다. 이 영화는 트라이스타 픽처스에 의해 2008년 12월 5일 북미에서 개봉되었다.

## 줄거리
1947년 시카고에서 폴란드의 유대인 이민자와 술집 주인 레오나드 체스(Adrien Brody)가 기타리스트 머디 워터스(제프리 라이트)와 하모니카 연주자 리틀 월터(콜럼버스 쇼트) 등 블루스 콤보를 고용하고 있다. Waters'와 Walter의 성공은 Chess가 흑인 음악가들을 위해 문을 열고 1950년에 새로운 레코드 레이블인 Chess Records를 시작하게 한다. 이것은 다음과 같은 스타들을 끌어 모은다. 에타 제임스(Beyoncé Knowles), 하울린 울프(Eamonn Walker), 척 베리(Mos Def. 어쩔 수 없이, 때때로 난잡한 음악인들의 삶이 연주될 때 사업과 개인적인 대사들이 흐릿해진다.

## 주연
- 에이드리언 브로디 - 레너드 체스
- 제프리 라이트 - 머디 워터스
- 비욘세 - 에타 제임스
- 세드릭 디 엔터테이너 - 윌리 딕슨
- 개브리엘 유니언 - 제네바 웨이드
- 콜럼버스 쇼트 - 리틀 월터
- 이매뉴엘 슈리키 - 리비타 체스
- 에이먼 워커 - 하울링 울프
- 모스 데프 - 척 베리
- 샤일로 페르난데스 - 필 체스
- 제이 O. 샌더스 - Mr. Feder
- 에릭 보고전 - 앨런 프리드
- 케빈 맴보 - 지미 로저스
- Marc Bonan - 키스 리처즈
- 태미 블랜처드 - 이저벨 앨런
- 큐팁 - 힙합 음악인
- 노먼 리더스 - 체스 레코드 엔지니어
- 빈센트 도노프리오 - 미시시피 DJ (언크레딧)
- 엘비스 프레슬리 - 본인 (푸티지 영상) (언크레딧)

## 배경
레너드 체스는 1950년대 일리노이주 시카고에 위치한 미국 음반사 체스 레코드의 공동 창립자였다. 그는 1950년대와 60년대에 그의 형 필과 함께 이 전설적인 회사를 운영했다. 이 레이블은 체스의 캐딜락 뒤쪽에서 음반을 판매하기 시작했고 블루스 가수, 하모니카와 기타 연주자 리틀 월터와 머디 워터스, 하울링 울프, 소울 전설 에타 제임스, 기타리스트 싱어송 라이터 척 베리, 윌리 딕슨 등 전설적인 음악인들의 경력을 시작했다.

## 제작

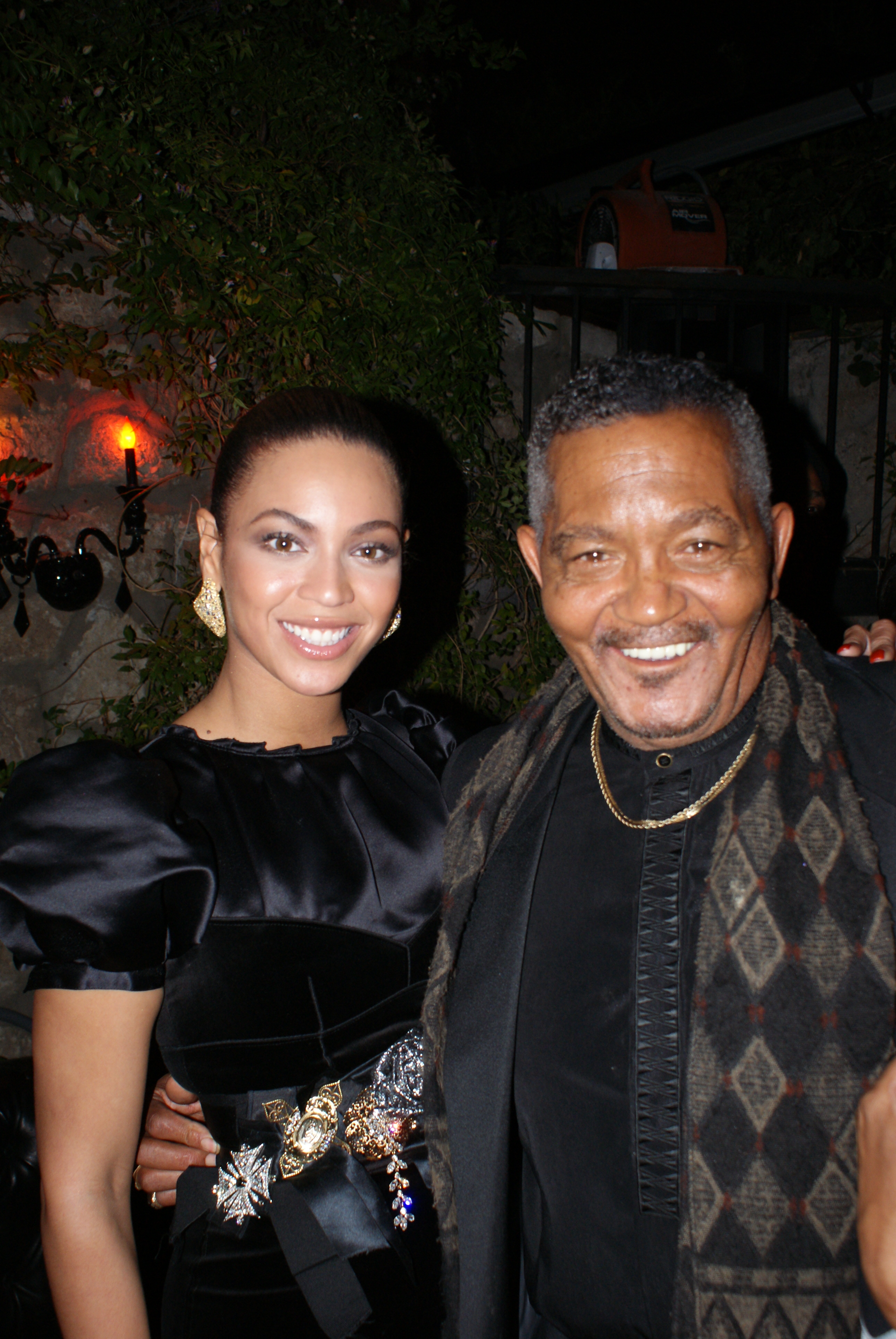
영화 개봉 시사회 파티에서 비욘세

영화 각본은 다넬 마틴 감독이 썼다. 캐딜락 레코드의 촬영은 2008년 2월에 시작되었다. 촬영지에는 루이지애나, 미시시피, 뉴저지 등이 있었다. 마틴은 소니 BMG 필름의 자금 지원을 받아 이 영화를 감독했다. 캐딜락 레코드는 앤드루 랙과 소피아 손더번이 제작했으며 비욘세 놀스가 공동 제작하였다.

### 캐스팅
원래는 맷 딜런이 체스 역을 맡을 예정이었으나, 딜런과 스케줄 갈등으로 결국 아카데미상 수상자인 에이드리언 브로디에게 이 배역이 주어졌다. 출연진의 초기 발표에는 콜럼버스 쇼트 그리고 골든 글로브상 수상자인 제프리 라이트가 머디 워터스], 멀티 그래미상 수상자 비욘세도 에타 제임스로 포함됐다. 마틴 감독의 말에 따르면 제임스의 역할은 비욘세를 염두에 두고 쓴 것이라고 한다.
제작이 증가함에 따라, 이 명단은 캐나다 배우 이매뉴엘 슈리키를 리베타 체스로, 태미 블랜차드는 이자벨 앨런으로, 영국 배우 에이먼 워커는 하울링 울프, 희극인 세드릭 디 엔터테이너는 윌리 딕슨으로 바뀌었다. 출연진의 최종 출연진도 변하여 래퍼 모스 데프를 척 베리로, 가브리엘 유니온을 머디 워터스의 관습법 아내 제네바 웨이드 역에 포함시켰다.

### 음악
미국의 다중 인스트루멘탈리스트, 작곡가, 음반제작자 스티브 조던이 이 영화의 사운드트랙을 제작했다. 그는 또한 빌리 플린(기타), 래리 테일러(베이스), 에디 테일러(기타), 바렐하우스 척(피아노), 킴 윌슨(하모니카), 대니 코르트마르(기타), 휴버트 섬린(기타), 빌 심스(기타) 등 블루스 뮤지션 그룹을 선정해 조던과 함께 영화에 사용된 블루스 노래를 모두 녹음했다.
비욘세는 2008년 12월 2일 리드 싱글로 발매된 에타 제임스의 "At Last" 커버 버전 등 5곡을 녹음했다. 모스 데프, 제프리 라이트, 콜럼버스 쇼트, 에아몬 워커 등이 사운드 트랙을 위해 곡을 녹음했으며, 라파엘 사디크, 비욘세의 여동생 솔란지 놀스, 메리 메리, 나스, 버디 가이, 엘비스 프레슬리 등도 앨범에 등장한다. 사운드 트랙은 싱글과 더블 디스크 버전으로 발매되었다.
영화 개봉 다음 달, 비욘세는 버락 오바마의 취임식 무도회에서 'At Last'를 선보였는데, 그와 부인 미셸은 대통령 내외로서 처음으로 함께 춤을 추었다.
이 사운드 트랙은 48주 동안 탑 블루스 앨범 중 1위를 차지했다.
이 사운드 트랙은 다음 부문에서 2010 그래미 어워즈 3개 부문에 후보로 올랐다. 영화, 텔레비전 또는 기타 비주얼 미디어를 위한 베스트 컴파일 사운드트랙 앨범, 비욘세의 영화, 텔레비전 또는 기타 비주얼 미디어를 위한 베스트 곡 "Once in a Lifetime", 비욘세의 "At Last"는 최고의 전통 R&B 보컬 퍼포먼스를 위한 "At Last"이다.

## 개봉 및 평가
이 영화는 11월 24일 2008년 로스앤젤레스 이집션 극장에서 세계 초연을 했다. 2008년 12월 5일, 미국에서 일반 개봉을 하였다. 개봉 주에, 686개 영화관에서 평균 수입 5,023 달러를 거두는 등 340만 달러를 벌어들이며, 9위에 안착했다. 2009년 1월 극장에서 내려갈 때, 제작비 1,200만 달러를 아직 거두지 못했고, 월드와이드 수익 8,880,045 달러 수익을 거두며, 세계 박스 오피스로 상영을 마감했다

### 평론가 반응
이 영화는 대부분 긍정적 평을 받았다. 로튼 토마토는 123명의 비평가를 근거로 신선도 지수 67%를 주었다. 로튼 토마토의 공통된 의견은 "캐딜락 레코드는 독창성이란 게 부족할 수도 있으나, 그것은 강인한 공연과 흥분시키는 음악으로 그걸 훨씬 만회했다."라는 것이다. 또 다른 비평 웹사이트, 메타크리틱은 이 영화가 "일반적으로 긍정적인 평가"라고 분류한 평가 30개를 근거로 점수 짐수 65%를 주었다.
시카고 선타임스의 로저 이버트는 영화에 별 3개를 주었고 "이 영화는 흑인 음악 스타일의 발전과 그것에 대한 욕망을 지녔던 백인의 복잡한 동기들에 대한 매력적인 기록이다"라고 평했다. 데일리 뉴스의 엘리자베스 와이츠먼은 영화에 별 3개를 주었고 "각본가 겸 감독인 다넬 마틴은 체스 레코드의 역사가 가치있는 주제라는 사실을 분명하게 존중했다."라고 기고했다. 대부분의 비평가들은 음악에는 극찬을 했지만, 각본에는 실망감을 표했다. 더 머큐리 뉴스의 짐 해링턴은 비욘세의 가창력에 대해 칭찬했고 "비욘세 놀스의 호소력 짙은 목소리, 그리고 그 영화의 다른 이점들은 비평 면에선 스토리 라인에서 튀어나온 두드러진 결점들을 어떻게 하지 못한다." 그리고 "체스 레코드는 존중받아야 할 가치가 있으며, 바라건대 캐딜락 레코드가 전한 것보다 더 나은 견해를 언젠가 받을 것이다."라고 평했다.

### 수상
뉴욕 매거진의 데이비드 에델스타인은 2008년 개봉 영화 중 가장 훌륭한 작품 네 번째로 이 영화를 선정했고, 살롱의 스테파니 자차렉도 2008년 최고의 영화에 4번째 선정하였으며, 뉴욕 타임즈의 A. O. 스콧은 이 영화를 2008년 10번째로 좋은 영화로 선정했다. 2009년 시상식 시즌 동안, 노울즈는 에타 제임스를 연기하여 새틀라이트상 후보에 올랐다. 노울즈, 아만다 고스트, 스콧 맥파몬, 이안 덴치, 제임스 드링, 조디 스트리트는 노울즈가 영화 사운드트랙을 목적으로 녹음한 "Once in a Lifetime"를 작곡한 것을 통해, 골든 글로브상 주제가상 부문 후보에 올랐다. 또한 이 영화는 NAACP 이미지 어워드에서 영화 부문 작품상, 영화부문 남우주연상 (제프리 라이트), 영화 부문 남우조연상(세드릭 디 엔터테이너, 콜럼버스 쇼트, 모스 데프) 영화 부문 여우조연상 (비욘세 놀스)을 포함한 7개 부문 후보에 올랐다.

### 홈 미디어
이 영화는 2009년 3월 10일 DVD와 블루레이로 개봉되었고 개봉 첫 주에 13만부 이상이 팔렸다. 현재까지 그것은 11,916,737 달러의 매출액을 추산하고 있는데, 이는 흥행 총액과 함께 이 영화가 1,200만 달러의 예산(총 20,796,782달러)을 갚는 데 도움이 되었다.